# مارتينا موسر
مارتينا موسر (بالإنجليزية: Martina Moser)‏ (و. 1986  م) هي لاعبة كرة قدم، من سويسرا، ولدت في برجدورف، تلعب كلاعبة وسط.

## روابط خارجية
- مارتينا موسر على موقع الاتحاد الدولي (مؤرشف)  (الإنجليزية)
- مارتينا موسر على موقع الاتحاد الأوربي (الإنجليزية)
- مارتينا موسر على موقع قاعدة بيانات كرة القدم.إي يو (الإنجليزية)
- مارتينا موسر على موقع Soccerway.com (الإنجليزية)